# بو هانسون
بو هانسون (بالسويدية: Bo Hansson)‏ هو ملحن سويدي، ولد في 10 أبريل 1943 في غوتنبرغ في السويد، وتوفي في 23 أبريل 2010 في ستوكهولم في السويد.

## وصلات خارجية
- بو هانسون على موقع IMDb (الإنجليزية)
- بو هانسون على موقع ميوزك برينز (الإنجليزية)
- بو هانسون على موقع أول ميوزيك (الإنجليزية)
- بو هانسون على موقع ديسكوغز (الإنجليزية)